# عشبة باريس
عشبة باريس هو نوع من النباتات المزهرة في عائلة الزهور الحزمية. تنمو في المناطق المعتدلة والباردة في جميع أنحاء أوراسيا، من إسبانيا إلى ياقوتيا، ومن أيسلندا إلى منغوليا.  تفضل التربة الجيرية وتعيش في أماكن رطبة ومظللة، وخاصة الغابات القديمة وضفاف الأنهار.
عشبة باريس آخذة في التدهور في أوروبا بسبب فقدان الموائل. في أيسلندا على سبيل المثال وضعت على القائمة الحمراء.